# Ataenius barberi
Ataenius barberi är en skalbaggsart som beskrevs av Cartwright 1974. Ataenius barberi ingår i släktet Ataenius och familjen Aphodiidae. Inga underarter finns listade.